# نالبوفين
نالبوفين (بالإنجليزية: Nalbuphine)‏ ويباع تحت الاسم التجاري نوبين (بالإنجليزية: Nubain)‏ هو مسكن أفيوني نصف صنعي. يكون فعال في النساء أكثر من الرجال، بل حتى يمكن أن يزيد الألم لدى الرجال. يُستَعمَل للتنويم خلال العمليات الجراحية كما يستخدم لتخفيف شدَّة الآلام. يوجد على شكل ملحين بارابين أو سلفيت.

## الاستخدام الطبي
نالبوفين يشار إليه كدواء للتخفيف من الآلام المتوسطة والشديدة. ويمكن أيضا استخدامه كمكمل للتخدير المتوازن، لقبل الجراحة وبعد العملية الجراحية للتسكين، والتسكين التوليدي أثناء المخاض والولادة. فهو يستخدم لتسكين آلام الولادة والوضع. على الرغم من نالبوفين يمتلك النشاط كمضاد للمواد الأفيونية، هناك أدلة على أن في المرضى في الحالات غير الاعتمادية فإنه لا يعادي.

## الجرعة
يُعطى الدواء بمقدار 10 ملغ للبالغ بوزن 70 كغ عن طَريق الوَريد أو العَضَل أو تحت الجلد كلَّ 3-6 ساعات حسب الحاجة. والجرعةُ الأحاديَّة القصوى هي 20 ملغ، أما الجرعة اليومية القصوى فهي 160 ملغ. ولكن يُعطى للأطفال دون 18 سنة بجرعة أقل بمقدار 0,1-0.2 ملغ/كغ عن طَريق الوَريد أو العَضَل أو تحت الجلد كلَّ 3-4 ساعات. والجرعةُ القصوى هنا مثل جرعة البالغ.

## الآثار الجانبية
- يسبب آثار عصبية واكتئاب ونشوة.
- آثار قلبية: ارتفاع ضغط الدم أو انخفاضه، تسارع ضربات القلب أو تباطؤه، وذمة رئوية
- آثار هضمية: مغص، طعم مر، عسر هضم.
- آثار تنفسية: تثبيط تنفسي، ربو، زلة تنفسية.
- آثار جلدية: حكة’ حرق، شرى.[6]